# Hanhinen (halvö i Norra Österbotten)
Hanhinen är en halvö i Finland.   Den ligger i landskapet Norra Österbotten, i den centrala delen av landet, 500 km norr om huvudstaden Helsingfors. Hanhinen ligger på ön Hailuoto.